# Canephora humblotii
Canephora humblotii är en måreväxtart som beskrevs av Emmanuel Drake del Castillo. Canephora humblotii ingår i släktet Canephora och familjen måreväxter. Inga underarter finns listade i Catalogue of Life.